# Adagio g-Moll (Giazotto)
Das Adagio g-Moll (Mi 26) ist eine 1958 von dem italienischen Musikwissenschaftler und Komponisten Remo Giazotto herausgegebene, angeblich auf Fragmenten einer Sonate Tomaso Albinonis basierende Komposition für Streicher und Orgel. Es gehört heute zu den populärsten Werken der klassischen Musik.

## Entstehung und Urheberschaft
Giazottos handgeschriebene Partitur des Adagios lag bereits Ende der 1940er Jahre vor. Der mit ihm befreundete Dirigent Ennio Gerelli (1907–1970) wurde bei einem Besuch darauf aufmerksam, nahm das Werk zum Studium mit und brachte es 1949, ohne Giazotto vorher zu informieren, als Adagio in sol minore di Tomaso Albinoni zur Uraufführung. 1950 erschien eine erste Schallplattenaufnahme mit dem Orchestra dell’Angelicum di Milano unter Gerellis Leitung, die noch im selben Jahr als Titelmusik der französischen RTF-Rundfunksendung Sinfonia sacra, moderiert von Jean Witold und Carl de Nys, Bekanntheit erlangte. Witold veröffentlichte ca. 1954/55 mit dem Ensemble Instrumental Sinfonia auch zwei eigene Einspielungen des Stückes; eine vierte Aufnahme mit dem Orchestre de Chambre Louis de Froment folgte 1956. Dass es sich um eine Bearbeitung Giazottos handelte, wurde bei Gerelli und de Froment zwar erwähnt, aber grundsätzlich wurde der Eindruck erweckt, dass die Substanz des Werkes von Albinoni stamme.
Gedruckt erschien das Adagio zuerst 1958 bei dem Mailänder Musikverlag Ricordi, und zwar unter dem Titel albinoni-giazotto: adagio in sol minore per archi e organo (Kleinschreibung im Original). In der vorangestellten editorischen Notiz hieß es, dass das Stück Teil einer Albinoni’schen Triosonate in g-Moll ohne Opuszahl sei, von der lediglich ein gedruckter bezifferter Bass und zwei handschriftlich in den Druck eingetragene Fragmente der 1. Violine überliefert seien; diese Quelle befinde sich in der Biblioteca Statale di Lipsia. Giazotto habe zunächst den Generalbass ausgesetzt und dann auf dessen Basis unter Benutzung der beiden Melodiefragmente (insgesamt sechs Takte) einen „erzählerischen Zusammenhang“ geschaffen, der sich „mit absoluter Treue“ an das harmonische Gefüge halte, das der bezifferte Bass vorgebe. Da Letzterer eine „besondere mystische Atmosphäre“ erzeuge, habe der Bearbeiter es für angebracht gehalten, ihn der Orgel statt dem Cembalo anzuvertrauen.
Das Stück erwies sich bald als durchschlagender Erfolg. In einer Wiederveröffentlichung der Froment-Aufnahme 1961 wurde es bereits als „das berühmte ‚Adagio‘“ bezeichnet, das „zum Repertoire aller Kammermusikformationen“ gehöre. Bis 1970 folgten mehr als zehn weitere Schallplattenaufnahmen, u. a. mit den Dirigenten Jean-François Paillard, Louis Auriacombe (zweimal), Karl Ristenpart, Jörg Faerber, Alain Lombard, Rudolf Baumgartner sowie dem Ensemble I Musici.
Unterdessen begannen sich Musikwissenschaftler für die Quelle zu interessieren. Der Fundort Biblioteca Statale di Lipsia konnte nicht stimmen, da in Leipzig keine „Staatsbibliothek“ existiert. Im Oktober 1968 wandte sich der Ricordi-Verlag mit einer Suchanfrage an die Sächsische Landesbibliothek Dresden, wo Giazottos Vorlage aber nicht aufzufinden war. Einige Monate später unternahm der Verlag einen zweiten Versuch, indem er die Fotografie eines (wahrscheinlich Ende der 1940er Jahre entstandenen) handschriftlichen Notenblattes aus dem Besitz Giazottos nach Dresden schickte, das den bezifferten Bass des Adagios und knapp sechs Takte der ersten Violinstimme enthielt; es trug die deutsche Überschrift „Albinoni’s, Trio Sonate G. moll.“ und den Stempel „Sächsisches Hauptlandesarchiv [oder Hauptstaatsarchiv] Dresden. Lichtbild von“. Eine Identifizierung des Originals gelang jedoch auch damit nicht. Nach verschiedenen weiteren erfolglosen Bemühungen entwarf die Sächsische Landesbibliothek einen Standardbrief, mit dem sie in den folgenden Jahrzehnten die immer wiederkehrende Frage nach der Vorlage für das Adagio beantwortete:
„In den Jahren 1968–1978 haben wir mit diversen Musikforschern und dem Ricordi-Verlag korrespondiert, um die Quellenlage des Adagios von Giazotto(-Albinoni) zu klären. Das Ergebnis war: Prof. Giazotto konnte nicht eine originale Note vorweisen, die als Grundlage seiner ‚Bearbeitung‘ gedient haben könnte. Das Adagio ist von A bis Z seine freie Erfindung.“
1975 revidierte der Ricordi-Verlag Titel und Vorwort seiner Adagio-Edition. Der Titel lautete nun remo giazotto: adagio in sol minore per archi e organo su due spunti tematici e su un basso numerato di tomaso albinoni und stellte damit Giazottos Anteil an der Komposition stärker heraus. Im Vorwort wurde der Verweis auf Leipzig gestrichen, an der Existenz einer gedruckten Vorlage des Generalbasses mit zwei handschriftlichen Fragmenten der Violinstimme aber festgehalten. Diese Vorlage sei Giazotto unmittelbar nach dem Zweiten Weltkrieg von der Biblioteca Statale di Dresda zugesandt worden, nachdem er sein thematisches Verzeichnis der Werke Albinonis (enthalten in der Monografie Tomaso Albinoni, Mailand 1945) bereits veröffentlicht hatte. In einer Klammerbemerkung wurde außerdem eingeräumt, dass Giazotto eine „kurze Einleitung“ hinzukomponiert habe. Ein viersprachiger Warnhinweis („Zur Beachtung“) stellte schließlich noch klar, dass das Adagio eine durch das geltende Urheberrecht geschützte Originalkomposition Giazottos sei und jede nicht vom Verlag autorisierte Verwendung als unrechtmäßig geahndet werde.
Giazotto selbst äußerte sich 1992 in einem Brief an den Musikjournalisten Piero Buscaroli noch einmal zur Entstehungsgeschichte des Werkes. Im Gegensatz zu seinen früheren Darstellungen schrieb er nun, er habe das handschriftliche Dresdener Notenblatt bereits Anfang 1940, als sein Albinoni-Buch im Manuskript abgeschlossen gewesen sei, unter den Materialien gefunden, die ihm von deutschen Bibliotheken für seine Studien zugesandt worden waren. Um sich zu zerstreuen, habe er die Fragmente zu einer Melodie ausgearbeitet, so wie er es früher bei seinem Kompositionslehrer Paribeni hatte tun müssen. Nach Giazottos Tod fand seine letzte Assistentin Muska Mangano in seinem Nachlass eine Fotokopie dieses Notenblattes; es stimmt mit dem Ende der 1960er Jahre vom Ricordi-Verlag an die Sächsische Landesbibliothek gesandten überein. Auf welche Dresdener Quelle es zurückgeht und ob es sich bei dem Fragment um eine echte Komposition Albinonis handelt, bleibt weiterhin offen.

## Musikalischer Charakter
Das Adagio ist dreiteilig angelegt. Nach einer achttaktigen, nur vom Generalbass aus Orgel und tiefen Pizzicato-Streichern getragenen Einleitung setzen die hohen Streicher mit einer elegisch-schwermütigen, vorwiegend aus absteigenden Motivfolgen bestehenden und mehrfach sequenzierten Melodie ein. Dieser Teil wird wiederholt. Es folgt ein kadenzartiger Mittelteil, in dem eine Solovioline mit dem ruhenden Generalbass in Dialog tritt. Der abschließende dritte Teil ist eine Variation des ersten Teils (einschließlich der Einleitung) mit mehreren kurzen Auftritten der Solovioline und einem leidenschaftlichen Aufschwingen des Streicherensembles gegen Ende.
Bereits die Länge des Stückes (Aufführungsdauer 7–12 Minuten) lässt erkennen, dass es sich kaum um einen echten Sonatensatz Albinonis handeln kann; vor allem aber ist es der (spät-)romantische Duktus, der das Werk deutlich ins 19. oder 20. Jahrhundert verweist. Sowohl melodisch als auch harmonisch erinnert es eher an Puccini oder Mascagni als an Albinoni. Das Hauptthema (das bereits in Giazottos mutmaßlicher Quelle enthalten war) weist zudem eine auffallende Ähnlichkeit mit einer Passage aus dem ersten Satz von Mozarts Hornkonzert Es-Dur KV 495 sowie mit dem Thema des zweiten Satzes (Adagio sostenuto) aus dem Klaviertrio Nr. 1 Es-Dur op. 33 von Louise Farrenc auf. Die absteigende melodische Linie findet sich auch im Adagio ma non troppo (Arioso dolente) des 3. Satzes von Beethovens Klaviersonate Nr. 31 As-Dur op. 110 und im Allegro maestoso des ersten Klavierkonzerts von Franz Liszt.

## Wirkung und Rezeption
Obwohl sich das Adagio stilistisch stark von Albinonis echten Werken unterscheidet, trug es in hohem Maße zur Wiederentdeckung dieses zwei Jahrhunderte lang weitgehend vergessenen Barockkomponisten bei. Zahlreiche Kammerorchester und Ensembles nahmen es in ihr Repertoire auf und spielten es auf Schallplatte bzw. CD ein, oft in Kombination mit anderen Werken Albinonis. Hinzu kamen Bearbeitungen für die verschiedensten Besetzungen (vom Blechbläserensemble bis hin zum Gitarrensolo). Auch Interpreten der Unterhaltungsmusik griffen das Stück auf und adaptierten es in ihrem Stil, so z. B. France Gall (1964), Ken Dodd (1966), Wilma Goich (1966), The Castells (1968), Udo Jürgens (1968), Ekseption (1970), Brian Auger (1970), Karel Gott (tschech. 1971, dt. 1972), Renaissance (1974), Procol Harum (1976), Massimo Ranieri (1976), Thijs van Leer (1977), The Doors (1978), Yngwie Malmsteen (1984), Camilo Sesto (1985), Paul Mauriat (1987), Gjon Delhusa (1990), Lito Vitale (1995), Sweetbox (1998), Sarah Brightman (1998), Lara Fabian (1999), Tiësto (2004), Muse (2006) oder Kristina Bach (2006). Ebenso wurde es in mehreren Filmen und Serien verwendet, darunter Der Prozeß (1962), Rote Sonne (1970), Jeder für sich und Gott gegen alle (1974), Rollerball (1975), Mondbasis Alpha 1 (Staffel 1, Folge 23, 1976), Gallipoli (1981), Flashdance (1983), Welcome to Sarajevo (1997), Raus aus Åmål (1998), Manchester by the Sea (2016) und American Crime Story (Staffel 2, Folge 1, 2018).
Das Adagio gehört heute zu den bekanntesten und beliebtesten Stücken der „klassischen Musik“ und ist in den meisten Zusammenstellungen barocker „Hits“ enthalten. Nach einer Einschätzung der Musikwissenschaftler Wulf Dieter Lugert und Volker Schütz von 1998 dürfte Giazotto „als urheberrechtlicher Komponist des Stückes der mit großem Abstand meistverdienende zeitgenössische Komponist der letzten 50 Jahre sein“.